# Semántica lingüística
La semántica lingüística es un subcampo de la semántica general y de la lingüística que estudia la codificación del significado dentro de las expresiones lingüísticas. Etimológicamente, el término proviene del griego sēmantikós (σημαντικός, «significado relevante»), derivado a su vez de sêma (σῆμα, «signo»).

## Historia
En español, el estudio del significado en el lenguaje se ha conocido con muchos nombres que involucran la palabra σῆμα del griego antiguo. (sema, «signo, marca, señal»).
En 1690, una traducción griega del término semiótica, la interpretación de signos y símbolos, encuentra una alusión temprana en Un ensayo sobre el entendimiento humano de John Locke:

La tercera rama puede denominarse σημειωτική σηµιωτικὴ en griego. [simeiotikí', «semiótica»], o Doctrina de los Signos, de los cuales los más usuales son las palabras, se la denomina también con bastante propiedad λογικὴ, Logick.

En 1831, se sugiere el término sematología para la tercera rama de división del conocimiento afín a Locke; los «signos de nuestro conocimiento».
En 1857, el término semasiología' (tomado de alemán Semasiologie) aparece en la obra de Josiah W. Gibbs Estudios filológicos con ilustraciones inglesas:

El desarrollo de las ideas intelectuales y morales a partir de las físicas, constituye una parte importante de la semasiología, o rama de la gramática que trata del desarrollo del significado de las palabras. Se basa en la analogía y correlación de los mundos físico e intelectual.

En 1893, el término semántica se utiliza para traducir el francés sémantique utilizado por Michel Bréal. Unos años más tarde, en Essai de Sémantique, Bréal escribe:

Lo que he intentado es trazar algunas líneas generales, marcar algunas divisiones y como un plan provisional sobre un campo aún no explotado, y que requiere el trabajo combinado de varias generaciones de lingüistas. Pido, pues, al lector que considere este libro como una simple Introducción a la ciencia que me he propuesto llamar Semántica. [En nota a pie de página:] σημαντική Σημαντικὴ τέχνη, la ciencia de significaciones [es decir, lo que significa], del verbo σημαίνω «significar», en contraposición a Fonética, la ciencia de los sonidos [es decir, a qué suena].

En 1922, el concepto de semántica es atestiguado en lógica matemática en medio de un grupo de estudiosos en Polonia que incluye a Leon Chwistek, Leśniewski, Łukasiewicz, Kotarbinski, Adjukiewicz y Tarski. Según Allen Walker Read, habían sido influenciados por la cultura francesa; además, más tarde, su trabajo influyó en el uso del término por parte de Alfred Korzybski. 
En la década de 1960, la semántica para lenguajes de programación se atestigua en publicaciones de Robert W. Floyd y Tony Hoare, más tarde denominada semántica axiomática; su principal aplicación es la verificación formal de programas informáticos. Algunos años más tarde, surgieron los términos semántica operacional y semántica denotacional. Floyd, en la introducción de su artículo de 1967 Assigning meanings to programs, escribe:
 Una definición semántica de un lenguaje de programación, en nuestro enfoque, se basa en una definición sintáctica. Debe especificar cuáles de las frases de un programa sintácticamente correcto representan comandos, y qué condiciones deben imponerse a una interpretación en la vecindad de cada comando.

## Lingüística
En lingüística, la semántica es el subcampo que estudia el significado. La semántica puede abordar el significado a nivel de palabras, frases, oraciones o unidades más grandes de discurso. Dos de las cuestiones fundamentales en el campo de la semántica son la semántica composicional (que se aplica a cómo las partes más pequeñas, como las palabras, se combinan e interactúan para formar el significado de expresiones más grandes, como las oraciones) y la semántica léxica (la naturaleza del significado de las palabras). Otras cuestiones destacadas son las del contexto y su papel en la interpretación, contexto opaco, ambigüedad, vaguedad, restricción, y presuposiciones.
Varias disciplinas y enfoques han contribuido al campo, a menudo en desacuerdo, de la semántica. Una de las cuestiones cruciales que une a los distintos enfoques de la semántica lingüística es la de la relación entre forma y significado. Algunas contribuciones importantes al estudio de la semántica se han derivado de estudios realizados en los años 1980-1990 en temas relacionados de la interfaz sintaxis-semántica y la pragmática.
El nivel semántico del lenguaje interactúa con otros módulos o niveles (como la sintaxis) en los que tradicionalmente se divide el lenguaje. En lingüística, es típico hablar en términos de «interfaces» con respecto a tales interacciones entre módulos o niveles. Para la semántica, las interacciones más cruciales se consideran las que se producen con la sintaxis (la interfaz sintaxis-semántica), la pragmática y la fonología (en relación con la prosodia y la intonización).

## Semántica estructural
Una lengua es un sistema convencional para la comunicación verbal, es decir, un sistema para transmitir mensajes convencionalmente codificados, que transmitan información o permitan interaccionar con otros individuos.
La transmisión de información requiere algún tipo de codificación del contenido semántico en forma de expresiones lingüísticas. La sintaxis codifica explícitamente algunas de las relaciones sintácticas de la situación o estado de hechos descrito por el mensaje. Así, los nombres representan las entidades físicas que intervienen en un estado de hechos, mientras que el verbo describe estados de algunas de estas entidades o los procesos que realizan unas entidades sobre las otras. Los diferentes tipos de entidades materiales pueden ser clasificados de acuerdo con el tipo de función que desempeñan en cada estado de hechos en diferentes papeles temáticos. Así, una descripción gramatical de una lengua debe contener ciertos principios que describan cómo se codifican los papeles temáticos de las entidades que intervienen en una oración. Por ello, la información semántica es una parte integral de la gramática.
Sin embargo, la semántica lingüística no se agota en el estudio de los papeles temáticos y su codificación. Por ejemplo, la semántica léxica trata de la codificación de significados, tanto en la dimensión paradigmática, y también de los significados obtenidos mediante derivación de diversos procedimientos morfológicos.

### Términos relacionados con la semántica
- Actos ilocutivos: Son actos con una fuerza ilocutiva particular.[12]
- Cohiponimia: Es la relación que se establece entre hipónimos de un mismo hiperónimo, de modo que «sauce» y «olmo» son cohipónimos, pues ambos tienen un mismo hiperónimo, «árbol».
- Fuerza ilocutiva: Es la intención comunicativa con la que el hablante emite un enunciado.[12]
- Hiperonimia: Es la relación que se da entre una palabra (hiperónimo) cuyo significado, más general, está totalmente incluido en los significados de otras palabras más específicas (hipónimos): «árbol» es un hiperónimo de «sauce, olmo,...», porque el significado de estos últimos incluye todos los rasgos de «árbol».
- Hiponimia: Es la relación inversa a la hiperonimia, en la que el significado de una palabra más específica (el hipónimo) contiene todos los rasgos de significado del término más general (hiperónimo); así, «olmo» y «sauce» son hipónimos de «árbol», porque en su significado incluyen los rasgos de este último, que es su hiperónimo.
- Holonimia:[13] Es la relación que se establece entre una palabra (holónimo) y otra u otras (merónimos) que designan partes de lo denotado por la primera. A diferencia de la hiponimia/hiperonimia, aquí no se trata de que un significado esté contenido en otro, sino de que lo nombrado por el meterónimo sea, en la realidad extralingüística, una de las partes que componen lo nombrado por el holónimo. Así, «árbol» es un holónimo de «hojas», «ramas», «tronco» y «raíces», que son sus merónimos.
- Meronimia: Se trata de la relación inversa a la anterior, de manera que un merónimo designa una parte de la realidad nombrada por un holónimo. Si los hipónimos designan «clases» de hiperónimos, los merónimos designan «partes» de holónimos.
- Monosemia: Son palabras monosémicas las que tienen un único significado o acepción.
- Polisemia: Una sola palabra tiene varios significados, adquiridos por ampliación o restricción de su significado original, de modo que todos ellos están emparentados semánticamente.
- Homonimia: Pertenece al mismo tipo de relación que la polisemia; varios significados asociados a una sola forma, pero ésta no se origina por la divergencia de significados, sino por la confluencia de formas entre varias palabras que eran diferentes en origen, de modo que sus diferentes significados no guardan relación entre sí.

Existen tres tipos de homonimia:
- Homofonía u homonimia parcial: Las palabras tienen la misma pronunciación, pero o bien no tienen la misma grafía o bien no pertenecen a la misma categoría sintáctica. Ejemplo: Baya (fruto) / vaya (verbo ir), basto (tosco) / vasto (grande), mate (hierba) / maté (verbo matar en pasado).
- Homografía u homonimia absoluta, en la que no hay ninguna diferencia en la forma, pero las palabras pertenecen a la distinta categoría sintáctica. Ejemplo: carpa (pez)/ carpa (cubierta).
- Paradigmática

- Paronimia: Es la relación existente entre dos términos parecidos, aunque no idénticos en la forma y de significados diferentes. Ejemplo: Absorber/absolver, reja/regia.
- Sinonimia: Es la relación entre dos términos de significados similares e intercambiables en el discurso por pertenecer a la misma categoría sintáctica. Ejemplo: amplio/extenso, pelo/cabello, estimar/apreciar.

Existen dos tipos de sinonimia:
- Absoluta
- Parcial

- Antonimia: Es la relación que mantienen dos palabras cuyos significados se oponen, bien por incompatibilidad (vivo/muerto), bien con una gradación que posibilita la existencia de términos intermedios (frío/caliente/templado), bien en una relación de reciprocidad (dar/recibir).
- Criptolexemia: Los criptolexemas son significantes cuyo significado ignora el hablante y que, especialmente en el ámbito literario, despiertan un placer estético en él.

La semántica léxica, rama de la Lingüística que estudia el significado de las palabras, se puede enfocar desde una perspectiva onomasiológica, en la que se parte del significado para llegar a la forma, o desde una perspectiva semasiológica, que parte de la forma (significante) para llegar al estudio del significado.

## Significado y referencia
Una adecuada descripción de las lenguas naturales debe contener datos de significado, referencia lingüística y condiciones de verdad. Pero los análisis semánticos también se aplican a aquellas expresiones construidas de palabras: las frases y las oraciones. Tradicionalmente las frases y las oraciones han recibido más atención que las palabras que las componen.

### Sentido y referente
- Referente: Es aquello que la palabra denota. Por ejemplo:
  - Nombres propios se refieren a individuos.
  - Nombres comunes se refieren a grupos de individuos.
  - Adjetivos se refieren a cualidades.
  - Verbos se refieren a acciones.

Sin embargo el concepto de referente conlleva ciertos problemas. Por un lado, no funciona siempre, ya que no todos los verbos denotan acción, ni todos los adjetivos, cualidades... Tampoco funciona cuando el nombre se refiere a una entidad que no existe, algo imaginario. Por último, varias expresiones pueden compartir el mismo referente pero significar cosas muy distintas. Por todo ello, cuando se estudia la palabra tenemos en cuenta lo siguiente:
- Sentido: La imagen mental de lo que algo es. Puede que, incluso, no exista en el mundo real. Es más conceptual que el referente. Por ejemplo: «amistad, felicidad».

Por lo tanto es una rama de la gramática lingüística muy importante en la elaboración de textos.

### Denotación y connotación
- Denotación: La denotación es básicamente la relación entre una palabra y aquello a lo que se refiere.
- Connotación: La connotación está en función de determinadas experiencias y valores asociados al significado.

De este modo, mientras que «perro» y «chucho» denotan el mismo significado, sus connotaciones son muy diferentes. La connotación varía según a quien se le sugiera. De tal manera, la palabra «pacifista» tiene distintas connotaciones en la jerga militar y en un grupo de «hippies».
Cabe mencionar que los sinónimos no existen, dado que se pierde la ley de la lengua, «la que dice que una lengua busca la eficiencia, el menor esfuerzo que hay en una lengua».
Así mismo, los semas constituyen una parte fundamental en cuanto a los constituyentes del significado, siendo en este contexto la unidad básica funcional.